# Socialism democratic

Pumnul și trandafirul, un simbol comun al socialismului democratic și al democrației sociale

Socialismul democratic este o ideologie politică și economică de stânga care îmbină democrația politică cu o economie bazată pe proprietatea socială a mijloacelor de producție. Aceasta promovează democrația economică, autogestionarea la locul de muncă și controlul democratic asupra economiei, fiind în mod fundamental critică față de capitalism, pe care îl consideră incompatibil cu valorile libertății, egalității și solidarității.
Socialismul democratic susține tranziția către o societate socialistă prin mijloace democratice, reformiste sau, în unele cazuri, revoluționare. De-a lungul timpului, ideologia a fost influențată de socialismul gradualist al societății fabiene din Marea Britanie, de socialismul evolutiv al lui Eduard Bernstein și de mișcări socialiste care s-au opus autoritarismului de tip sovietic în secolul al XX-lea.
Termenul este utilizat atât într-un sens larg pentru a desemna toate formele de socialism care resping autocrația (socialismul revoluționar, socialismul de stat, populismul de stânga) cât și într-un sens restrâns, pentru a descrie aripa anticapitalistă a social-democrației care pledează pentru depășirea statului bunăstării și instaurarea unei economii socialiste democratice.

## Definiție
Socialismul democratic este o ideologie politică de stânga care combină principiile democrației politice cu obiectivele socialismului economic. Aceasta susține controlul democratic asupra economiei și o formă de proprietate socială a mijloacelor de producție, prin deținere publică, cooperativă sau comunală. Spre deosebire de socialismul autoritar, socialismul democratic promovează pluralismul politic, libertățile civile și procesele electorale competitive, iar în opoziție cu social-democrația contemporană, caută o depășire treptată a capitalismului, nu doar reformarea acestuia.
În unele definiții, socialismul democratic presupune:
- limitarea acumulării private de capital;
- reglementarea democratică a pieței;
- furnizarea de servicii publice esențiale prin stat;
- extinderea democrației în sfera economică și la nivelul locului de muncă.[4]

Conform unor autori, modelul vizează deținerea publică a infrastructurii și sectoarelor productive strategice, fără a elimina proprietatea personală sau întreprinderile mici.

## Partide politice
Deși majoritatea partidelor social-democrate se descriu drept socialiste democrate și tratează socialismul democratic drept teorie și social-democrația drept aplicarea practică (și invers), politologii fac o distincție între cele două concepte.
Termenul social-democrat este folosit pentru partidele politice de centru-stânga, al căror scop este ameliorarea treptată a sărăciei și exploatării în cadrul unei societăți capitaliste liberale”. În schimb, termenul socialist democrat este asociat cu partide socialiste de stânga radicală.
Originile socialismului democratic pot fi urmărite până în secolul al XIX-lea, la gânditorii socialiști utopici și la mișcarea chartistă din Marea Britanie, care, deși aveau obiective parțial diferite, împărtășeau o cerință comună privind luarea democratică a deciziilor și proprietatea publică asupra mijloacelor de producție, considerate trăsături fundamentale ale societății pe care o susțineau.
Această distincție se reflectă și la nivelul partidelor europene: partidele social-democrate de centru-stânga sunt membre ale Partidului Socialiștilor Europeni și ale Alianței Progresiste a Socialiștilor și Democraților, în timp ce partidele socialiste democrate de stânga sunt afiliate Partidului Stângii Europene și Stânga în Parlamentul European. Aceste grupuri din urmă includ adesea tendințe comuniste, spre deosebire de social-democrație, care exclude curentele anticapitaliste.
În secolul al XIX-lea, socialismul democratic a fost reprimat în mai multe țări, iar în Germania și Italia partidele socialiste democrate au fost interzise. Odată cu extinderea democrației liberale și a votului universal în secolul XX, socialismul democratic a devenit o mișcare larg răspândită la nivel global. Socialiștii democrați au jucat un rol important în consolidarea democrației liberale, formând adesea partide de guvernare sau partide de opoziție principală, cu excepția Statelor Unite, unde influența lor a fost limitată.